# KCTD4
KCTD4 (англ. Potassium channel tetramerization domain containing 4) – білок, який кодується однойменним геном, розташованим у людей на 13-й хромосомі. Довжина поліпептидного ланцюга білка становить 259 амінокислот, а молекулярна маса — 29 967.
| 10         |  | 20         |  | 30         |  | 40         |  | 50         |
| ---------- |  | ---------- |  | ---------- |  | ---------- |  | ---------- |
| MERKINRREK |  | EKEYEGKHNS |  | LEDTDQGKNC |  | KSTLMTLNVG |  | GYLYITQKQT |
| LTKYPDTFLE |  | GIVNGKILCP |  | FDADGHYFID |  | RDGLLFRHVL |  | NFLRNGELLL |
| PEGFRENQLL |  | AQEAEFFQLK |  | GLAEEVKSRW |  | EKEQLTPRET |  | TFLEITDNHD |
| RSQGLRIFCN |  | APDFISKIKS |  | RIVLVSKSRL |  | DGFPEEFSIS |  | SNIIQFKYFI |
| KSENGTRLVL |  | KEDNTFVCTL |  | ETLKFEAIMM |  | ALKCGFRLLT |  | SLDCSKGSIV |
| HSDALHFIK  |  |            |  |            |  |            |  |            |

A: Аланін

C: Цистеїн

D: Аспарагінова кислота

E: Глутамінова кислота

F: Фенілаланін

G: Гліцин

H: Гістидин

I: Ізолейцин

K: Лізин

L: Лейцин

M: Метіонін

N: Аспарагін

P: Пролін

Q: Глутамін

R: Аргінін

S: Серин

T: Треонін

V: Валін

W: Триптофан